# Université chrétienne d'Abilene
L'université chrétienne d'Abilene - Abilene Christian University (ACU) est une université privée située dans la ville d'Abilene (Texas) et affiliée aux Églises du Christ.  Fondée en 1906 sous le nom de Childers Classical Institute, elle compte aujourd'hui environ 5 000 étudiants.